# Brynost

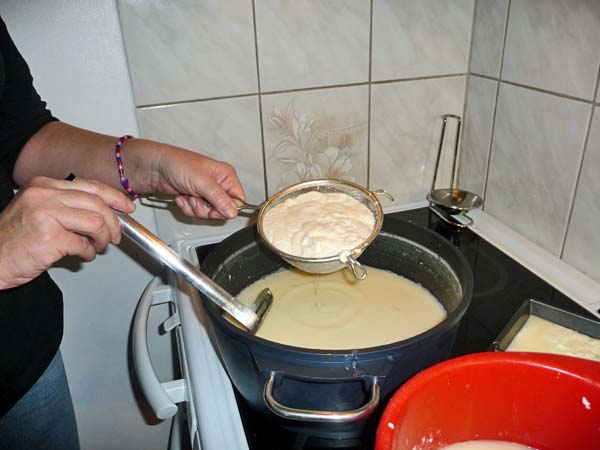
Tillagning.

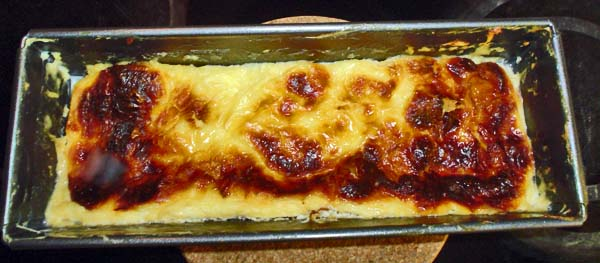
Färdiggräddad brynost.

Brynost är en på Västkusten, företrädesvis Orust, och i sydöstra Sverige förekommande, rätt där färskost rostas/bryns. Brynosten tillverkas av mjölk, vetemjöl, ägg och ostlöpe, men även utan ägg. Brynosten gräddas i ugn och efter att den kallnat skärs den i skivor och steks i smör. Brynosten äts oftast med socker på. Till skillnad mot den småländska ostkakan innehåller brynost inte mandel, men brynost görs även i Småland. Hälsingeostkaka är en populär rätt i Hälsingland och är en brynost. 